# 粕谷大介
粕谷 大介（かすや だいすけ、9月20日 - ）は、日本の声優、舞台俳優。東京都出身。ケンユウオフィス準所属。

## 略歴
三谷幸喜作品に感銘を受け、「シチュエーションコメディ」がやりたいと思い、劇団に入団。芝居を始める。
その後、アニメ作品を見たことをきっかけに、芝居は舞台だけではない、と視野が広がり、声優になるため、養成所へ入所。その後、事務所入りを果たした。
2012年にVOMIC『マイルノビッチ』で声優デビューし、声優活動も開始。2013年には『SHOW BY ROCK!!』で歌唱を担当し、2015年には単独ライブ「Thanks Giving Day 2015」を開催するなど、音楽活動も開始。

## 人物
妹がいる。
趣味としてカードゲーム、特技として作曲とギター弾き語りをそれぞれ挙げている。

## 出演
太字はメインキャラクター。

### テレビアニメ
2014年
- 風雲維新ダイ☆ショーグン（籠者）

2020年
- 恋とプロデューサー〜EVOL×LOVE〜（コメント男性）
- ツキウタ。 THE ANIMATION2（生徒A、スタッフ）
- ブラッククローバー（少年）

2021年
- 名探偵コナン（店員）
- 怪病医ラムネ（男子1）
- 回復術士のやり直し（オーク）
- RE-MAIN（生徒D、同級生、野球部員A）
- 魔法科高校の優等生（男子生徒）

2022年
- ダンス・ダンス・ダンスール（サッカー部員B）
- アオアシ（清水誠）
- ドラえもん（テレビ朝日版第2期）（2022年 - 2023年、美少年、登山客）

2023年
- 僕のヒーローアカデミア（ヴィラン）
- 呪術廻戦 懐玉・玉折/渋谷事変（駅のアナウンス、改造人間）
- 川越ボーイズ・シング（生徒）

2024年
- 明治撃剣-1874-（緑川順平）
- 最強タンクの迷宮攻略〜体力9999のレアスキル持ちタンク、勇者パーティーを追放される〜（ブーの部下）
- シンカリオン チェンジ ザ ワールド（長沼ホシミ、司会）
- 烏は主を選ばない（院生）
- 株式会社マジルミエ（客B）
- らんま1/2 (2024)（男子）
- アイドルマスター シャイニーカラーズ 2nd season（スタッフ）

2025年
- 魔法使いの約束（兵士）
- Aランクパーティを離脱した俺は、元教え子たちと迷宮深部を目指す。（護衛B）
- 履いてください、鷹峰さん（白田孝志）
- ポケットモンスター（マギョロウ）
- LAZARUS ラザロ（係員）

### Webアニメ
- Plott
  - 太鼓の達人 アニメば〜じょん！（2021年 - 、コタロウ[18]）
  - テイコウペンギン（2022年、コタロウ）
  - 混血のカレコレ（2022年、コタロウ）

### ゲーム
2010年代
- マジョリカ★ファミリア（2014年、プロトタイプドール・ノエル、ゼラフィンス）
- スケ雀刑事（2016年、上家両介）
- BLESS（2017年）
- ピオフィオーレの晩鐘（2018年）
- 戦斧走破 DASH（2019年、すまあの助）
- ファイブキングダム（2019年、カイ）

2020年代
- LOST JUDGMENT 裁かれざる記憶（2021年）
- ポケモンマスターズEX（2023年 - 2024年、ティエルノ）
- 龍が如く8（2024年）

### BLCD
- 葬除屋X RAID（儚）

### デジタルコミック
- マイルノビッチ（2012年）
- オタクにオトクなギャルぐらし（2022年、金剛寺豊）

### 吹き替え

#### 映画（吹き替え）
- アンリミテッド
- ランナーランナー
- リトル・マーメイド[24]

#### ドラマ
- FBI: 特別捜査班
- GREAT NEWS（英語版）（コーディ）
- トラベラーズ（トム、ロニー）
- フリーキッシュ 絶望都市（英語版）（レッド）
- ベルサイユ（英語版）
- 放課後ロックンロール（英語版）（アイザック〈ラキム・ケリー〉）
- マッドネス（デミトリアス〈サディアス・J・ミックソン〉）

#### アニメ
- 『インサイド・ヘッド』の世界より:ライリーの夢の製作スタジオ（ジェイコブ）

### 映画
- 劇場版ワルノリっ（2013年）[25]

### 舞台
- ZIPANGU steage「ジンクス」（2006年11月10日 - 12日、シアターサンモール）[26][27]
- ファルスシアター「ワンフォーユアワイフ」（2006年8月24日 - 27日、シアター風姿花伝）[28]
- クロムモリブデン「七人のふたり」（2015年5月22日 - 6月2日、赤坂RED/THEATER、2015年6月6日 - 8日、HEP HALL）[29][30]
- ProjectCruize「SweetVoice Vol.02Maze 新選組恋歌〜囚われた隊士たち〜」（2015年7月2日・3日、絵空箱）[31]
- MANIAX「Sounds Familiar 0x【サウンズ ファミリャ ゼロエックス】」（2017年3月24日 - 26日、神田 SpaceCUBE[32]
- MANIAX ～Act Performance Live〜「Odd Love Story〜変愛話〜 SF1x」（2017年6月22日 - 25日、神田 SpaceCUBE）[33]
- team.鴨福第4回 彩公演「四季染める虹」（2018年7月20日 - 22日、R's アートコート）[34]
- MANIAX「Promising Cage〜かごめの唄〜 SF2x」（2017年10月13日 - 15日、神田 SpaceCUBE）[35]
- 演劇ユニットP-5 特別公演「Draw The Curtain」（2018年9月5日 - 9日、中板橋新生館スタジオ）[36]
- 樫物語★第二回公演「新撰組夜想曲」（2019年5月1日 - 5日、花まる学習会王子小劇場）[37]

### 朗読
- 劇読み！（いずれもSPACE 雑遊）
  - Vol.5（2014年1月22日 - 28日）[38]
  - Vol.6（2016年5月4日 - 11日）[39]
- おちないリンゴ#12「そのときのはなし」（2014年11月12日 - 14日、小劇場 楽園）[40]
- 「劇作家女子会!プレ・パーティー! 私達と再会してください!」（2015年11月24日、王子スタジオ1）[41]
- 「Voice Cafe vol.9」（2018年6月1日 - 3日、コフレリオ 新宿シアター）[42]
- 「Voice Cafe vol.10 〜Voice Cafesta!!〜」（2019年6月14日 - 16日、南大塚ホール）[43]
- team.鴨福 第7回公演「エレベヱトル遁走曲（フーガ）」（2019年11月8日 - 10日、ラビネスト）[44]
- 月光ギルド「ゾディアックレコード 黒の夢 宿命の鎮魂歌」（2019年12月19日・20日、大田文化の森ホール）
- 朗読ユニットLostChild「いつか、ネバーランドで」（時期未定、PRiME THEATER）[45]

### イベント
- VA-project Reading Live The Special「Come On!! 〜VA Café de show & VA Bar de show〜」（2013年12月14日、道楽亭Ryu's Bar） - 特別出演[46]

## ディスコグラフィ

### キャラクターソング
| 発売日        | 商品名                          | 歌                                        | 楽曲                                              | 備考                           |
| ------------- | ------------------------------- | ----------------------------------------- | ------------------------------------------------- | ------------------------------ |
| 2015年3月14日 | SHOW BY ROCK!! - トライクロニカ | トライクロニカ［シュウ☆ゾー（粕谷大介）］ | 「InSight」 「Get the sound」 「Small&StarLight」 | ゲーム『SHOW BY ROCK!!』関連曲 |